# Safiya Wazir
Safiya Wazir (en dari : صفية وزیر) née en 1991 est une activiste et femme politique afghano-américaine. Elle est membre démocrate de la Chambre des représentants du New Hampshire. Safiya Wazir est la première réfugiée à servir dans la State House du New Hampshire.

## Biographie

### Jeunesse et éducation
Safiya Wazir et sa famille vivent dans la province de Baghlan en Afghanistan avant le règne des talibans. Sa famille part pendant son enfance et ils passent dix ans en Ouzbékistan avant d'immigrer à Concord, dans le New Hampshire. Elle connait peu l'anglais à son arrivée et étudie le dictionnaire pour apprendre. Sa famille ne peut communiquer en anglais peu de temps après son arrivée mais reçoit l'aide d'une organisation luthérienne, et ne mangea souvent que du riz.
Elle est forcée de reprendre ses études secondaires et est obtient son diplôme d'études secondaires à 20 ans. Elle s'inscrit au New Hampshire Technical Institute (en), où elle suit des cours du soir afin de pouvoir subvenir aux besoins de sa famille. Elle est diplômée du collège communautaire avec un diplôme en commerce.
Sur l'insistance de ses parents, elle retourne en Afghanistan pour un mariage arrangé et, avec son époux, elle est retourne à Concord.

### Carrière
Safiya Wazir commence à travailler au sein de la communauté "Heights" de Concord, elle devient directrice de son programme d'action communautaire et vice-présidente du "Head Start Policy Council". En février 2018, une amie de Safiya Wazir lui suggère de se présenter aux élections, ce qu'elle refuse jusqu'à ce que son partenaire et ses parents acceptent de s'occuper de ses enfants. En septembre 2018, elle bat Dick Patten et remporte la primaire démocrate pour un siège à la législature du New Hampshire. Peu de temps après, Safiya Wazir devient la première réfugiée à être élue à la chambre d'État du New Hampshire.
La BBC inscrit Safiya Wazir sur sa liste des 100 femmes en 2018.